# Petrus Canisius Mandagi
Petrus Canisius Mandagi, né le 27 avril 1949 à Kamangta dans la province de Sulawesi du Nord, est un prélat indonésien, appartenant aux Missionnaires du Sacré-Cœur de Jésus, évêque d'Amboina en Indonésie de 1994 à 2020. Il est archevêque de Merauke depuis le 11 novembre 2020

## Biographie
Ordonné prêtre pour les Missionnaires du Sacré-Cœur de Jésus le 18 décembre 1975, il est nommé évêque le 18 septembre 1994 par Jean-Paul II. Il reçoit l'ordination épiscopale le 18 septembre suivant par son prédécesseur à Amboina, Mgr Andreas Peter Cornelius Sol.
En août 2019, il est nommé administrateur apostolique de l'archidiocèse de Merauke avant d'être nommé archevêque le 7 novembre 2020. Il est solennellement installé dans sa cathédrale le 3 janvier 2021.

## Source
- (en) Catholic-Hierarchy